# Wallfahrtskapelle Sontga Fossa

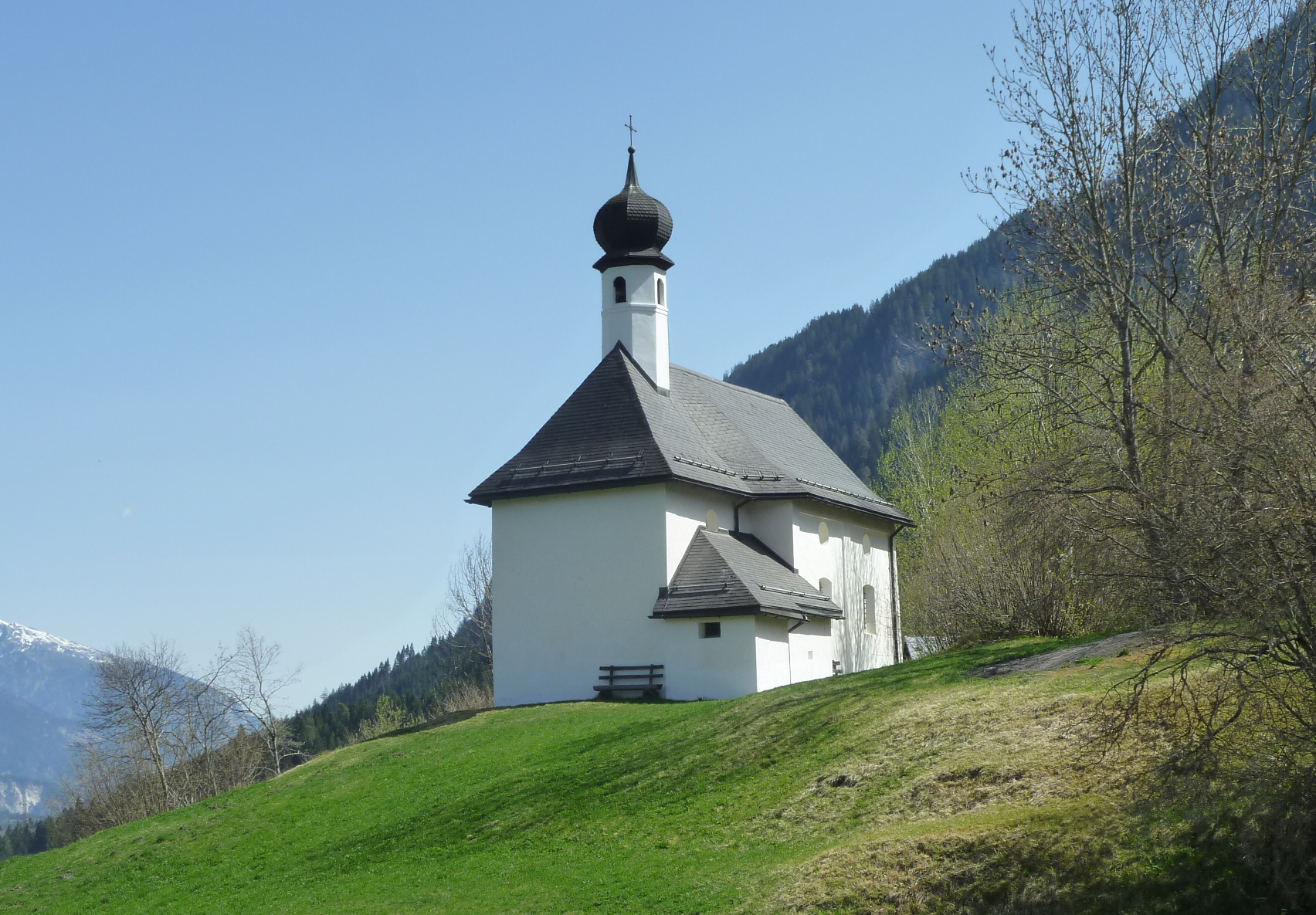
Ansicht von SW

Die Wallfahrtskapelle Sontga Fossa (rätoromanisch im Idiom Sursilvan für «Kapelle zum heiligen Grab») ist eine Kapelle in Sevgein in der Gemeinde Ilanz/Glion in der Surselva im schweizerischen Kanton Graubünden. Sie steht auf einer Anhöhe oberhalb des Dorfes.

## Geschichte

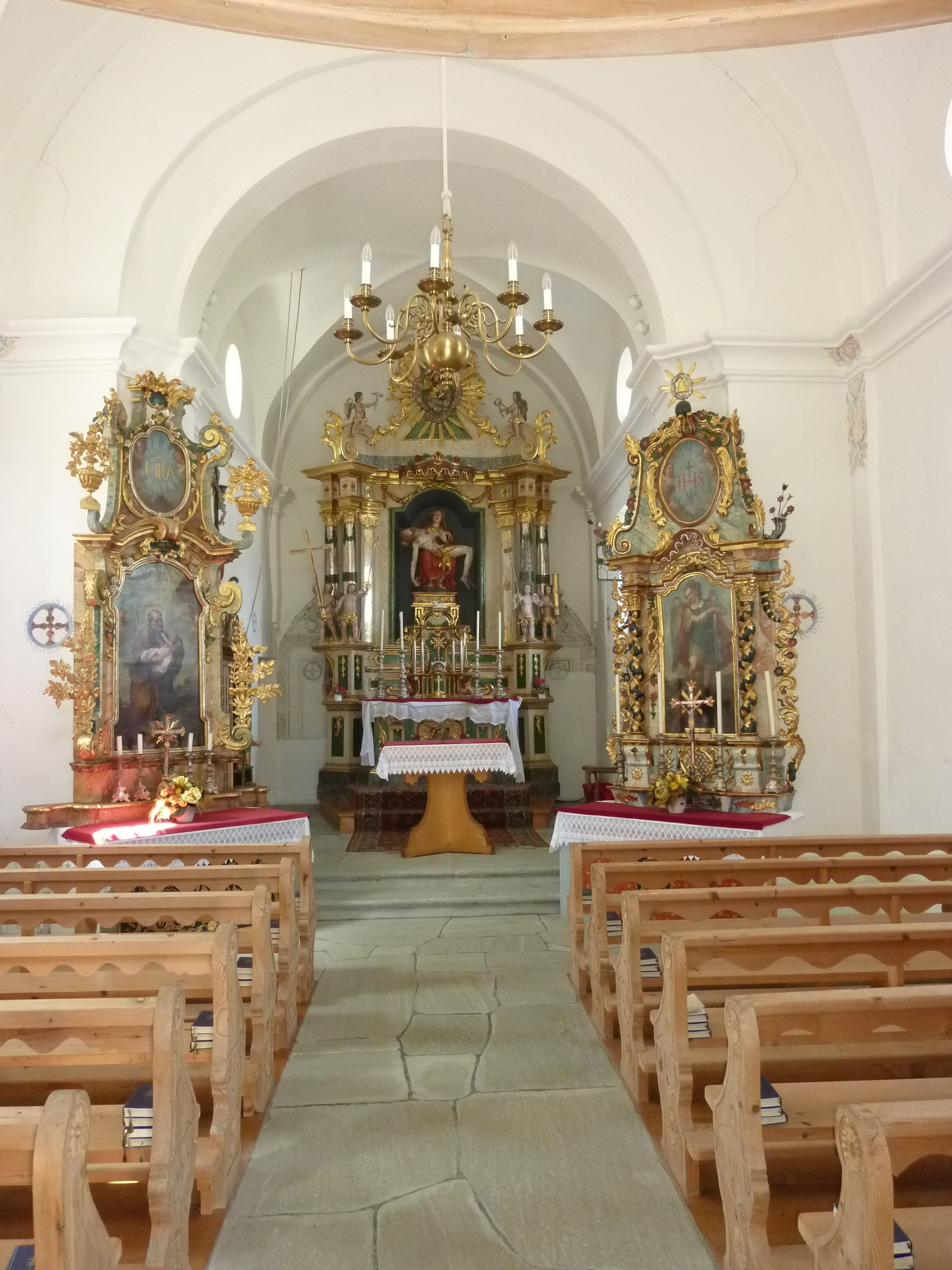
Innenraum

Laut einer heute verschwundenen Inschrift über der Tür wurde die Kapelle 1679 erbaut. Am 7. Juli 1683 wurde sie geweiht. Eine erste Erweiterung bzw. Verlängerung des Gebäudes zur heutigen Situation  fand 1736 statt. 1774 wurde unter der Leitung von Giovanni Antonio Baroggi aus Dardin der Chor etwas gekürzt, um einer Erweiterung des Schiffes Platz zu machen. Zudem wurden Schiff und Chor erhöht. Zu dieser Zeit fanden grosse Wallfahrten statt mit gegen 5000 Pilgern jährlich, die von der Pietà Hilfe und Trost erbaten. 1973 bis 1976 wurde die Kapelle renoviert.
Heute wird bei der Kapelle traditionsgemäss die Feier zum 1. August durchgeführt.

## Bau
Die barocke, nach Westen ausgerichtete Kapelle ist rund 14 Meter lang und 11 Meter breit. Das Satteldach ist mit einem Dachreiter und einem Zwiebelhelm versehen. Die grössere der zwei Glocken stammt aus dem Jahr 1656 und hing bis 1901 in Danis-Tavanasa.
Der Innenraum besteht aus einem mit einer Tonne überwölbten Schiff und einem flach geschlossenen Chor mit Kreuzgewölbe. Die Wandmalereien im Chor stammen aus der Zeit um 1679.
Die drei Holzaltäre sowie die Gemälde stammen aus der zweiten Hälfte des 18. Jahrhunderts; die Pietà des Hochaltars aus der Zeit um 1680. In der Nordwand des Schiffes liegt die durch ein Gitter abgetrennte Grabkapelle; die Figuren darin stammen aus dem 17. Jahrhundert.

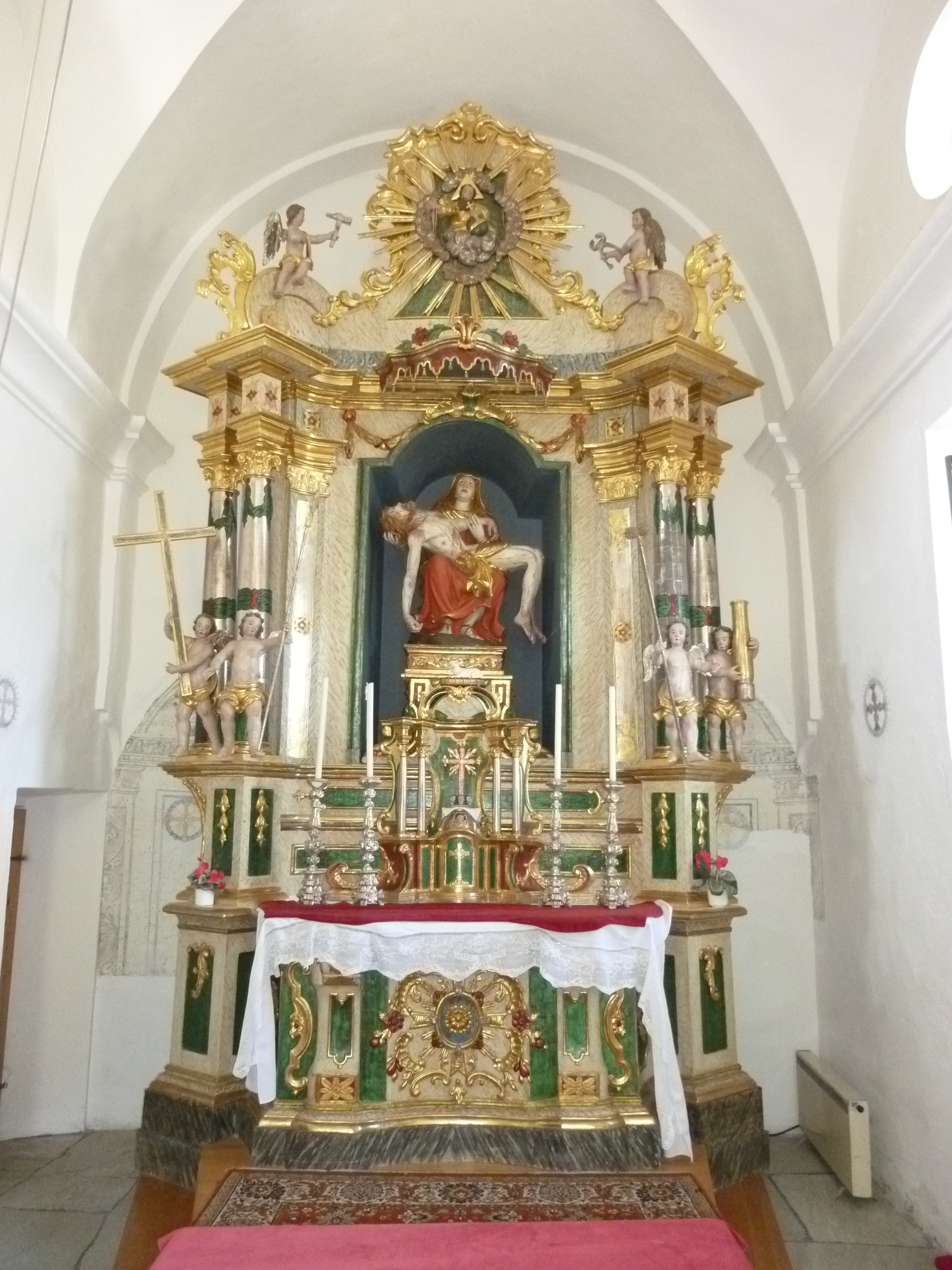
Altar
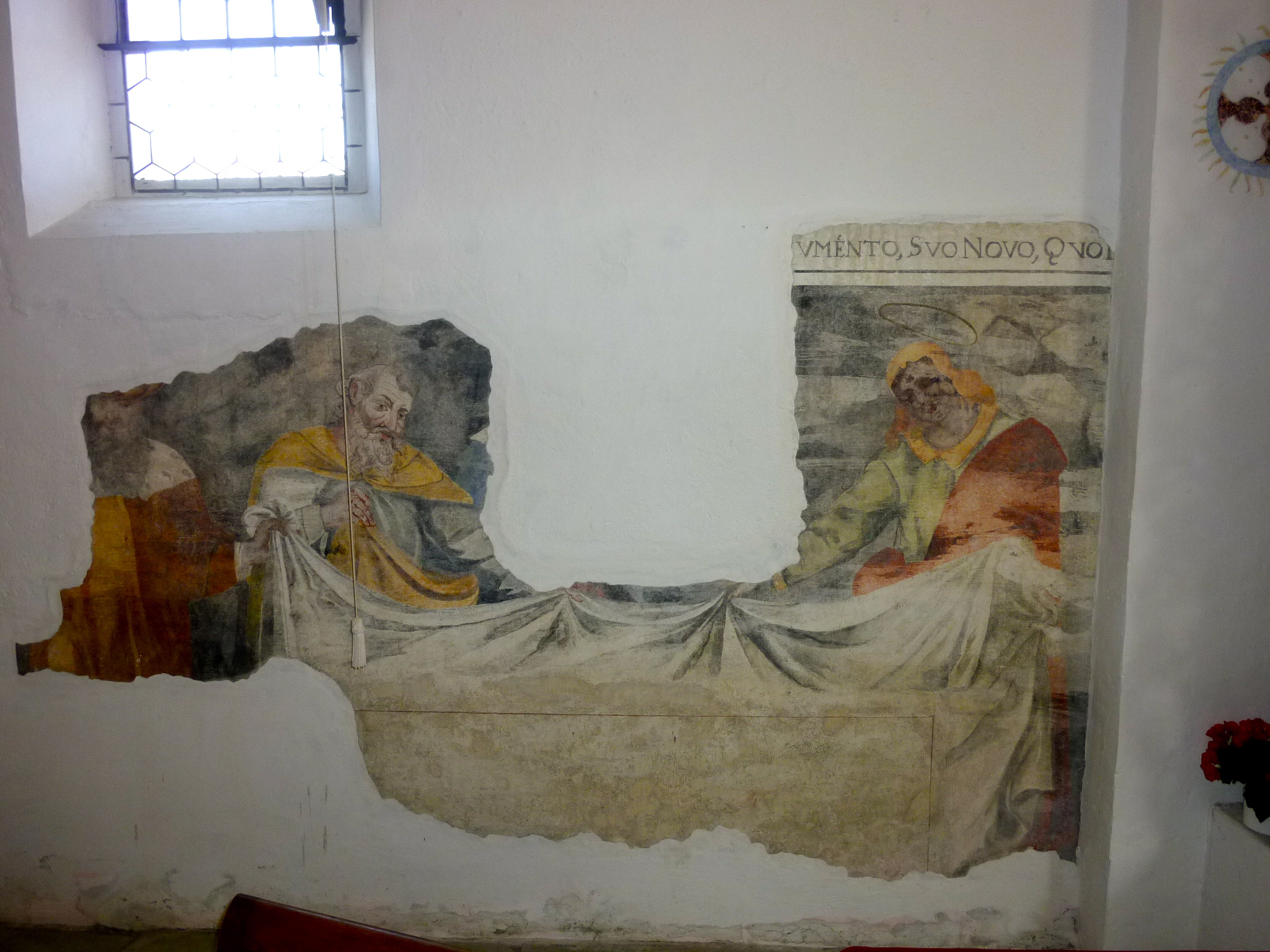
Fresko
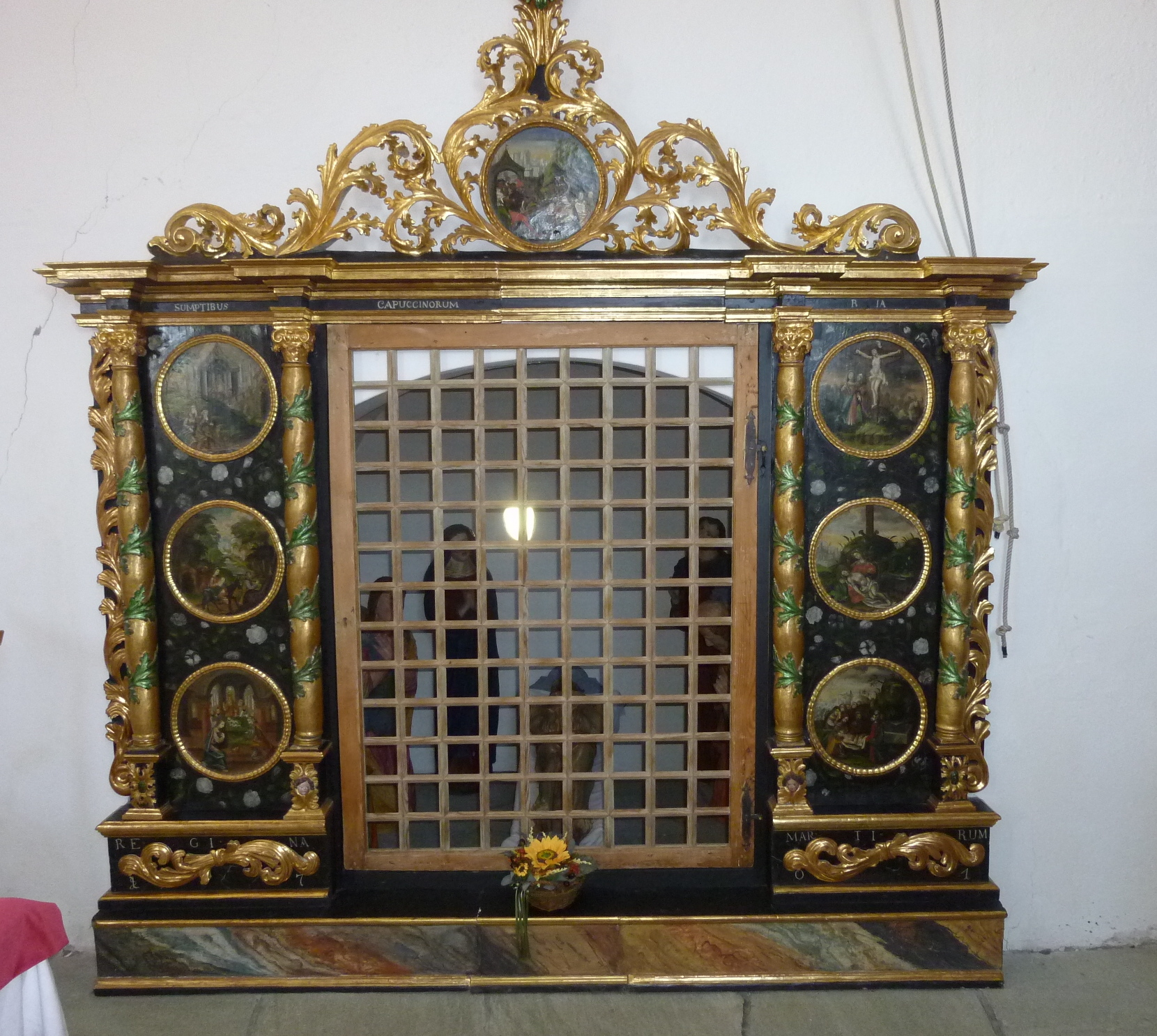
Grab
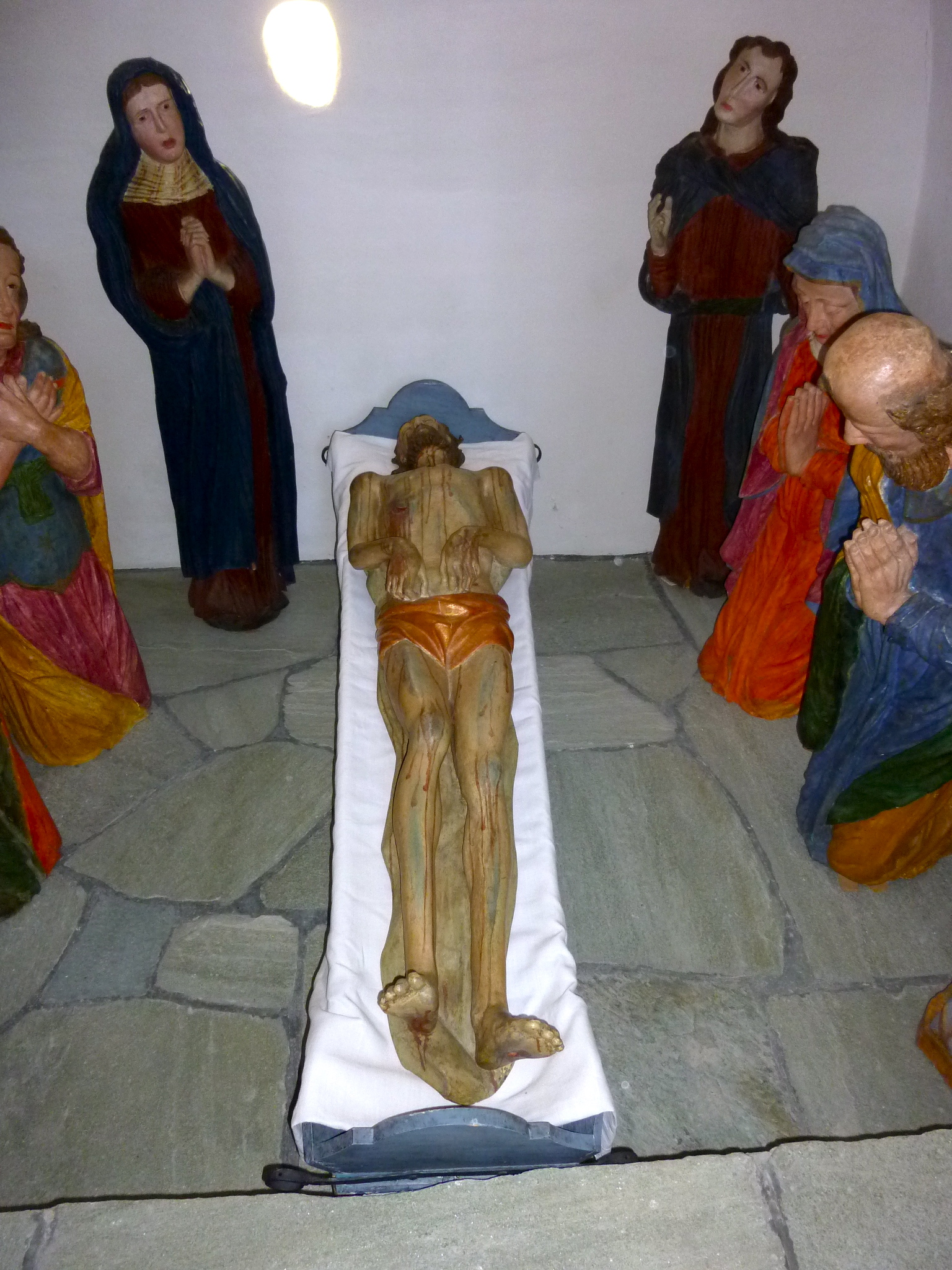
Nische mit Figuren